# Egon Čierny
Egon Čierny (16. října 1944, Sedmerovec? – 18. července 2021, Praha) byl český vydavatel sci-fi a fantasy literatury.

## Životopis
Narodil se na Slovensku, avšak většinu života prožil v Praze. Vystudoval korejštinu a historii na filozofické fakultě Univerzity Karlovy. V roce 1969 založil Klub Julese Vernea. Společně s Petrem Uhlem působil v Hnutí revoluční mládeže a byl odsouzen na 15 měsíců
vězení. Stb jej vedla jako tajného spolupracovníka pod krycími jmény „Lord“ a „Titl“.
 V roce 1986 začal vydávat fanzin Poutník, který otiskoval překlady světových autorů sci-fi a fantasy. V roce 1990 založil nakladatelství Klub Julese Vernea, vydávající do roku 2020 pod značkou edice Poutník. V letech 1988–2017 organizoval literární soutěž O nejlepší fantasy.